# Human Relations Movement
Lo Human Relations Movement è una corrente di ricerca e intervento della psicologia del lavoro, che si propone di coinvolgere maggiormente i lavoratori dipendenti nelle sorti di un'azienda, focalizzando maggiormente gli aspetti motivazionali e relazionali legati ai "fattori umani" sul posto di lavoro.
La concezione, diffusasi inizialmente grazie al lavoro di ricerca svolto da Elton Mayo, assegna a ciascuna azienda non solo la funzione di produrre beni o servizi, ma anche quella di creare e diffondere benessere fra i singoli membri facenti parte della stessa. Ad esempio, una società privata viene osservata come un'entità sociale caratterizzata da una particolare problematica che investe rapporti individuali e di gruppo.
La scuola psicosociologica di Mayo nasce  in contrapposizione con i principi dell'organizzazione scientifica del lavoro (Tylor 1911) e del Fordismo. Infatti, l'attenzione viene posta sull'elemento umano, quasi trascurato nella visione scientifica del processo produttivo. Elton Mayo, nella sua "teoria delle relazioni umane" (Human Relations) evidenzia l'importanza del "clima organizzativo" sul rendimento dei lavoratori: in una serie di ricerche, che Mayo effettuò presso lo stabilimento di Hawthorne (Stati Uniti) della Western Electric, emerse che le operaie che lavoravano in condizioni ambientali migliori (sia come ambiente, sia dal punto di vista dei rapporti relazionali) avevano un rendimento nettamente maggiore.